# Malham
Malham är en ort och civil parish i Storbritannien.   Den ligger i grevskapet North Yorkshire och riksdelen England, i den centrala delen av landet, 300 km norr om huvudstaden London. Malham ligger 201 meter över havet och antalet invånare är 120.
Terrängen runt Malham är huvudsakligen kuperad, men söderut är den platt. Runt Malham är det ganska glesbefolkat, med 47 invånare per kvadratkilometer. Närmaste större samhälle är Skipton, 14,2 km sydost om Malham. Trakten runt Malham består i huvudsak av gräsmarker.